# رحیم عبدالله
رحیم عبدالله (به انگلیسی: Rahim Abdullah؛ زادهٔ ۱۲ سپتامبر ۱۹۴۷ – درگذشتهٔ ۲۵ مارس ۲۰۲۵) یک بازیکن فوتبال اهل مالزی بود.
عبدالله به‌همراه تیم ملی فوتبال مالزی در بازی‌های المپیک تابستانی ۱۹۷۲ شرکت کرد.
عبدالله در ۲۵ مارس ۲۰۲۵، در سن ۷۷ سالگی درگذشت.